# Reichskommissariat Ostland
Reichskommissariat Ostland (RKO) được Đức Quốc xã thành lập vào năm 1941 với tên chế độ chiếm đóng dân sự ở các quốc gia Baltic (Estonia, Latvia, và Litva), khu vực đông bắc Ba Lan và khu vực tây của Cộng hòa Xã hội chủ nghĩa Xô viết Byelorussia trong Thế chiến II. Ban đầu có tên là Reichskommissariat Baltenland ("Đất Baltic"). 
Tổ chức chính trị cho lãnh thổ này - sau một thời gian ban đầu thuộc quản lý quân sự trước khi thành lập - là của một chính quyền dân sự Đức, dưới danh nghĩa của Bộ Reich cho các lãnh thổ phía đông bị chiếm đóng (tiếng Đức: Reichs Manageerium für die ambetzten Ostrosse) do nhà tư tưởng Đức Quốc xã Alfred Rosenberg lãnh đạo, nhưng thực sự được kiểm soát bởi quan chức Đức Quốc xã Hinrich Lohse, được bổ nhiệm Reichskommissar.